# Johann Klör

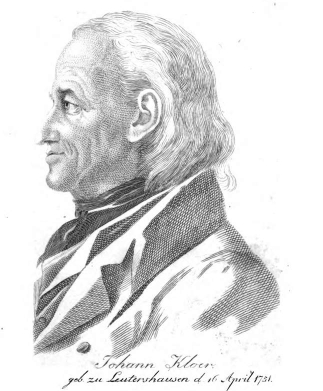
Johann Klör (Kupferstich von J. Bitthäuser)

Johann Klör, auch Johann Kloer, (* 16. April 1751 in Leutershausen; † 18. März 1818 in Würzburg) war ein Obstbauer, Imker, Leinenweber und Kleinbauer. Er war innerhalb der damaligen Gesellschaft von niederem Stand, schaffte es durch Fleiß und Strebsamkeit zu geringem Wohlstand und erreichte überdauernde Bekanntheit durch seine Biografie, die Franz Oberthür im Zeichen der Aufklärungsliteratur über ihn schrieb.

## Leben

### Kindheit und Wanderjahre
Klör wurde in Leutershausen im damaligen Hochstift Würzburg nahe Bad Neustadt an der Saale geboren. Sein Vater war Leinenweber und der örtliche Gemeindehirte. Von Kindheit an musste Klör seinen Vater bei diesen Tätigkeiten unterstützen. Er beschäftigte sich seit seiner Jugend mit Bienen. Ein Bruder seiner Mutter war Imker und unterrichtete ihn. Mit neunzehn begab er sich auf Wanderschaft als Webergeselle. Sein Ziel war dabei, auch die Herstellung von Weberblättern zu erlernen. Schon im ersten Jahr seines Wanderlebens, nachdem er mit sechs Kameraden den ersten Meister verlassen hatte, weil dieser keine Arbeit mehr hatte, wurde Brot so teuer und knapp, dass er, unterwegs mit einigen Kameraden auf dem Weg spessartabwärts nach Aschaffenburg, oft auch für Geld keines kaufen konnte und hungern musste. Oft mussten sie sich von rohen Getreideähren ernähren und mehrere kranke und ermattete Mitgesellen zurücklassen. In Neuwied verloren sie einen weiteren Kameraden an einen Seelenverkäufer, wie damals Menschenhändler genannt wurden. Mit seinem letzten verbliebenen Kameraden heuerte Klör auf einem Schiff an, um nach Holland zu kommen und dort vielleicht Seemann zu werden. Bei Linz am Rhein musste ihr Schiff wegen eines Sturms anlegen. Nur seinem Kapitän verdankte es Klör, dort nicht auch in die Hände von Menschenhändlern gelangt zu sein. Weiter zur See wollte er daraufhin mit seinem Kameraden nicht fahren und die beiden wanderten über Köln nach Elberfeld, wo sie in einer Kunstweberei Arbeit fanden. Die Arbeit, bei der er viel lernte, gefiel Klör. Er musste sie aber wegen der Beschäftigung in einem Kellergewölbe zu seinem Leidwesen aus gesundheitlichen Gründen beenden. Sie wanderten zurück nach Köln, wo sein Mitgeselle von Menschenhändlern gekidnappt wurde. Über Trier und Koblenz ging Klör zurück nach Neuwied, wo er auf einem Jagdschiff, welches nach Mainz und Frankfurt fuhr, als Ruderer Arbeit fand. Von Mainz ging er nach Herchsheim (heute Giebelstadt) und verdingte sich als Drescher, weil es für Weber keine Beschäftigung gab. Durch Zufall traf er dort den zuletzt verschwundenen Kameraden wieder, dem es gelungen war, seinen Häschern zu entkommen. Mit ihm blieb er während der nächsten Zeit zusammen. Im November wurde Klör krank und es gelang ihnen nicht, eine Herberge zu finden, obwohl er zu der Zeit 40 Gulden besaß. Während ungeschützter Übernachtungen im Freien zog er sich Erfrierungen an den Füßen zu. Nachdem er wieder unter Schmerzen laufen konnte, wanderten sie nach Mainz, wo er sich im Haus der Weberzunft gesund pflegen konnte. Über einen Zeitraum von mehreren Wochen mit teils mehrwöchigen Pausen gelang es ihm, unter Schmerzen nach Hause zu laufen. Nach sieben Wochen machte er sich wieder auf den Weg. Wegen Fiebers musste er nach kurzer Zeit wieder in seine Heimat zurückkehren. Er brauchte ein halbes Jahr zur Genesung. Er lernte Harfe zu spielen, bevor er wieder, diesmal mit dem Instrument, loszog. Fand er in der folgenden Zeit der Wanderschaft keine Beschäftigung als Weber, spielte er auf Tanzveranstaltungen Harfe. Einmal wurde er in Miltenberg Opfer falscher Verdächtigungen, dass er ein „Streuner“ und Deserteur sei. Obwohl ihm die Meister der dortigen Weberzunft glaubten, dass die Anschuldigungen falsch waren, besorgte er Leumundszeugnisse, um sämtliche Zweifler auch unter den Gesellen und Dorfbewohnern von seiner Unschuld zu überzeugen.
Im letzten Jahr seiner Wanderschaft wurde der „Harfenhannes“, wie er wegen seines Instruments genannt wurde, auf dem Weg von Miltenberg zur Kirchweih in Marktheidenfeld, wo er spielen sollte, auf Weisung des Sohnes vom Miltenberger Amtsvogt grundlos auf offener Straße von würzburgischen Husaren verprügelt und misshandelt. Er zog, nachdem es bei seinem Meister in Miltenberg keine Arbeit mehr gab, mit Musikanten bis in die Niederlande. Von dort ging es nach Straßburg, von wo er auf Umwegen, immer wieder Beschäftigung als Weber suchend, im Alter von 27 Jahren nach Hause zog. Während seiner Wanderungen war er auch eine Zeitlang als Messer- und Scherenschleifer beschäftigt, was ihm später hilfreich war, da er auch diese Arbeiten für sich und seine später von ihm konstruierten Maschinen selbst übernehmen konnte.

### Spätere Jahre

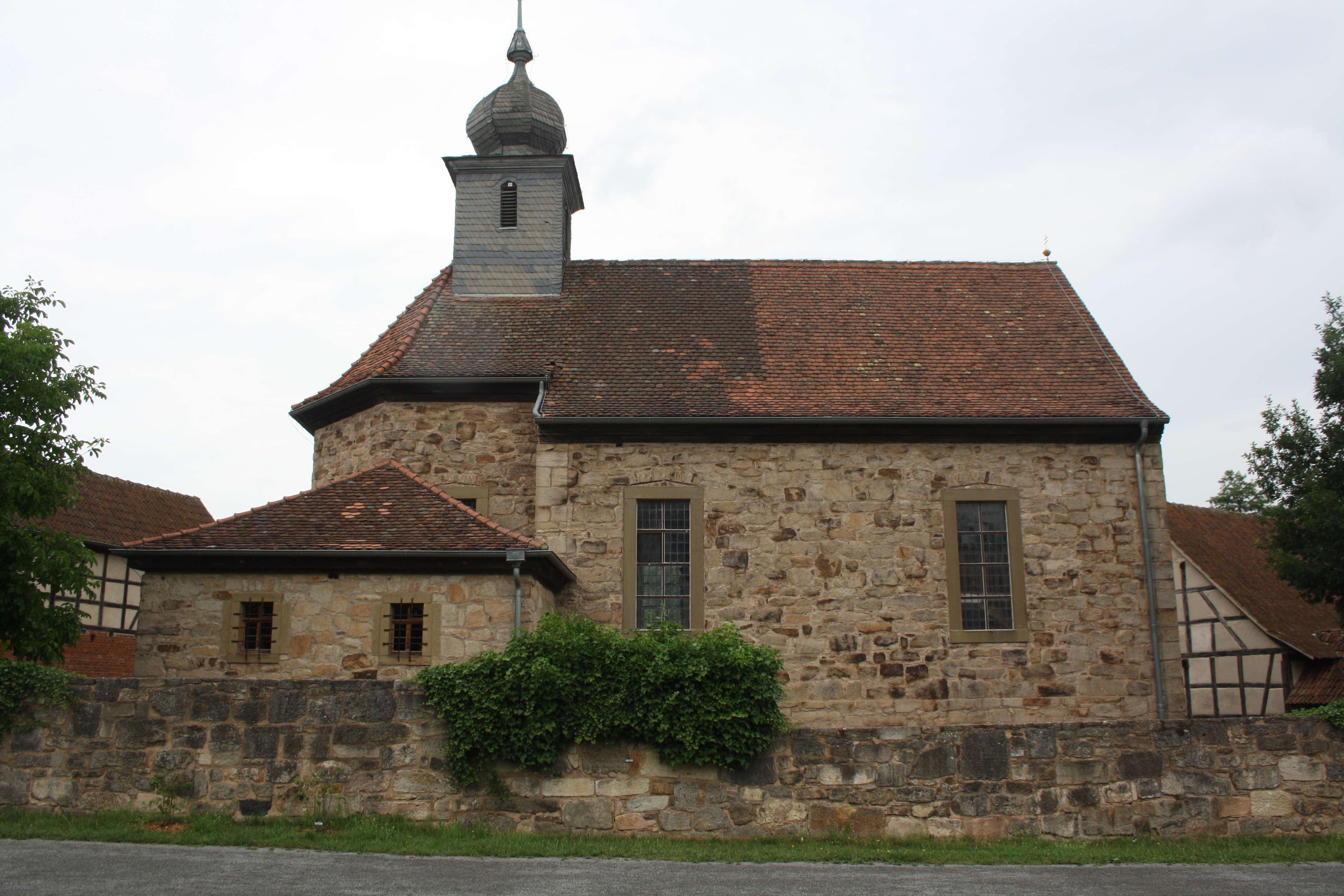
Die 1803 gebaute Kirche (heute im Freilandmuseum Fladungen wieder aufgebaut)

Zurück in Leutershausen heiratete Klör Margaretha Feller (1751–1816) und wurde Vater von zwei Söhnen und einer Tochter. Das Harfespiel betrieb Klör auch in den folgenden Jahrzehnten weiter. Während seiner Reisen hatte Klör schon versucht, sich möglichst viel Wissen im Obstbaumschnitt und Veredeln von Obstbäumen anzueignen. Er hielt sich für geeignet, nach seiner Heimkehr als im damaligen Sinne angesehener Bürger und Handwerksmeister dieses Wissen unter seinen Mitbürgern auch zu verbreiten und praktisch umzusetzen. Seine Söhne arbeiteten später als Weber und stellten Weberblätter her wie ihr Vater. Auch seine Begeisterung für die Obstkultur und die Imkerei teilten sie. Klör hatte sie schon frühzeitig auf seinen Reisen mitgenommen. Auf diesen Reisen hatte Klör selbst oft mehrtägige Umwege in Kauf genommen, wenn er glaubte, irgendwo etwas Neues im gegenseitigen Austausch von Wissen lernen zu können. So besuchte er, teilweise in Begleitung seiner Söhne, ab 1791 Johann Ludwig Christ alle zwei Jahre.
Klör war oft unterwegs, sowohl um Hilfsmittel für seine Weberblattherstellung zu kaufen als auch um die fertigen Blätter und seine gewebten Stoffe zu verkaufen. Diese Reisen zu Fuß machte er hauptsächlich in Thüringen, Sachsen und dem Rheinland. Auf einer dieser Reisen besuchte er 1791 auf Vermittlung von Ludwig Geßner, damals Pfarrer der Pfarrei Brend, zu der Leutershausen zugehörig war, welcher selbst als Bienenzüchter und Pomologe tätig war, Johann Ludwig Christ in Kronberg. Er traf Christ in dessen Baumschule an und blieb acht Tage in Kronberg. Gemeinsam veredelten sie junge Bäume und tauschten sich über pomologische Fragen aus, wobei Klör das Veredelungsschnittverfahren von Christ erlernte. Da Klör in Kronberg gesehen hatte, dass dort fast jeder Bürger einen Obstbaumgarten angelegt hatte, tat er dies auch, bestärkt in dem Entschluss durch ein Rundschreiben der Regierung, dass in jedem Ort Industriegärten (Schulgärten) angelegt werden müssen. Gegen den Widerstand missliebiger Nachbarn, die ihm in den Folgejahren mehrfach Bäume und den das entsprechende Grundstück umgebenden Zaun zerstörten, hatte er damit langfristig einen erfolgreichen Geschäftszweig begründet. Mehrfach erweiterte er seine Gartenfläche durch Zukauf von Nachbargrundstücken.
Auch in der Landeshauptstadt Würzburg hatte man von seinem Können gehört und die Landes-Schul-Kommission beauftragte ihn, die Schullehrer in den Dörfern im Anlegen und der Pflege der Schulgärten zu unterweisen und auch Bericht zu erstatten über den Zustand der Gärten. Er bereiste dazu fünfzehn Landgerichtsbezirke in Franken. Während einige Lehrer ihn freundlich empfingen und froh waren, sich weiterbilden zu können, ließen andere ihn spüren, dass sie sich schämten, von einem Mann niedrigen Standes, der nur zu Fuß reisen konnte, belehrt zu werden. In den meisten Orten, in die Klör in der Funktion als Beauftragter kam, fand er Schulgärten. Diese waren allerdings meist in einem ungepflegten Zustand und vom Nutzen von Obstbäumen hatten die wenigsten Lehrer etwas gehört. Wo er keine Gärten vorfand, half er diese mit Hinweis auf den Befehl zur Anlage durch Franz Ludwig von Erthal auszumessen und herzurichten. Gleichzeitig verkaufte er auf diesen Reisen selbst gezogene Obstbäume und Edelreiser. Nachdem Klör die fünfzehn Bezirke bereist hatte, war er als Regierungsbeauftragter in Randersacker. Nachdem er dort einiges gerügt hatte, wurde er vom Ortsvorstand ins Gefängnis eingesperrt, da er das Beglaubigungsschreiben der Regierung nicht dabei hatte und sich somit nicht ausweisen konnte. Nach dieser Episode wurde sein staatlicher Auftrag von der Schul-Kommission beendet. Auch ohne diese Legitimation hat er in den folgenden Jahren, wenn er gefragt wurde, gerne jedem, insbesondere von den von seinen Inspektionsreisen bekannten, mit Rat und Tat geholfen.
Als im benachbarten Sachsen ein Gesetz erlassen wurde, nachdem Baumschulen angelegt und Baumwärter eingestellt werden mussten, wurde Klör von der Gemeinde Rohr (heute Thüringen) angefragt, ob er den gewählten aber unkundigen Baumwärter unterstützen könne. Klör erklärte sich dazu bereit. Nach acht Jahren, in denen entweder Klör oder einer seiner Söhne mindestens einmal im Frühjahr geholfen hatten, standen in Rohr 1422 veredelte Obstbäume. Auf seinem Weg dorthin hatte er auch den Baumwärter in Dietzhausen angeleitet, ohne dort Entlohnung zu verlangen.
Für die Brüder Sigismund und Christian Ernst von Rotenhan in Rentweinsdorf legte Klör Gärten und Bienenstöcke an und unterwies die dortigen Arbeiter, wie sie diese zu pflegen hatten.
Leutershausen war ein Ganerbendorf, in dem die Gerichtsbarkeit zwischen dem begüterten Edelmann und dem Hochstift Würzburg geteilt war. Um 1800 gab es im Dorf, das zur Pfarrei Brend gehörte, weder eine Schule noch eine Kirche. Klör wurde 1802 ausgewählt, Spenden zu sammeln, mit denen eine Kirche finanziert werden sollte. Mit den von Klör gesammelten 2000 Gulden wurden die beiden Gebäude gebaut. Dabei hatte dieser neben seiner Arbeitsleistung, die sich während der Bauzeit nicht auf das Sammeln beschränkte, sondern unter anderem auch darin bestand, dass er selbst Bauholz herbeischaffte, noch weitere 108 Gulden aus seinem privaten Besitz ausgegeben. Am Ende der Bauzeit gab es im Dorf Ärger und Streit, weil Klör auf Anweisung des Pfarrers einheitliche Gesangbücher und eine schwarze Tafel aus Holz zum Notieren der Lieder besorgt hatte. Man warf Klör vor, er ließe sich als Werkzeug benutzen, um die katholische Gemeinde lutherisch zu machen. Im folgenden Aufruhr wurde er verhaftet und verbrachte drei Tage im Gefängnis des Ganerben, der die Niedere Gerichtsbarkeit ausübte, und musste zusätzlich 7 Gulden Strafe zahlen, um freizukommen. Dies geschah, nachdem der Schultheiß im Namen der Gemeindemitglieder mit einer Klage beim Landgericht als Träger der Gerichtsbarkeit des Großherzogtum Würzburg keinen Erfolg gehabt hatte und das Landgericht sich gegen eine Entfernung der Tafeln ausgesprochen hatte. Der Streit beschäftigte die Gemeinde, Klör und das Landgericht noch bis 1808. Nachdem die Tafel zweimal entfernt worden war und die Täter, darunter einmal Klörs Sohn, bestraft wurden, war sie im Herbst 1808 verschwunden und konnte nicht wiedergefunden werden. Als Folge dieses Streits war Klör die Erlaubnis, Spenden zu sammeln, entzogen worden. Nachdem ihm diese auf mehrmaliges Bitten nicht wieder erteilt wurde, klagte er gegen die Gemeinde, um ausstehende Kosten seinerseits gedeckt zu bekommen.
Kurze Zeit nach dem Kirchbau errichtete er für sich und seine Familie ein neues Wohnhaus in seinem Obstgarten. Es war neben dem damaligen gemeindlichen Brauhaus erbaut und es kam in der Folge zu Grenzstreitigkeiten mit der Gemeinde, die von Oberthür so kommentiert werden, dass Klör zu gutmütig war.
Klörs Vorsatz, nicht nur als Webermeister tätig zu sein, sondern auch die benötigten Weberblätter selbst herzustellen, beschäftigte ihn auf seinen Reisen lange auf der Suche nach einer Lösung, bessere und regelmäßigere Blätter zu produzieren. Fünfzehn Jahre lang hatte er sich überlegt, wie man diese maschinell herstellen könne. Nachdem er auf einer Geschäftsreise nach Rheine erfahren hatte, dass es in Krefeld eine solche Maschine gebe, machte er sich auf den Weg dorthin. In der Gegend von Worms sagte ihm ein Berufskollege, dass er eine solche Maschine nahe Frankenthal finden könne. Diese besichtigte er und baute sie mit Hilfe eines Schlossermeisters aus Gersfeld und eines Uhrmachermeisters verbessert nach. Er selbst und jeder seiner Söhne betrieben später je eine dieser Maschinen. Sein jüngerer Sohn Johann hatte diese soweit verbessert, dass er auch aus Stahl Weberblätter für die Tuch- und Seidenweberei herstellten konnte und nicht nur für die Leinenweberei. Insgesamt beschleunigten die maschinell hergestellten Blätter die Weberei bei ihm und seinen Kunden um rund ein Drittel, weil die Blätter gleichmäßiger gefertigt waren und es somit weniger zu Arbeitsunterbrechungen kam wie bei den vorher von Hand gefertigten.
In seiner Biografie findet sich eine in aller Ernsthaftigkeit wiedergegebene Schilderung, dass Klör einen durchziehenden sächsischen Soldaten während des Vierten Koalitionskriegs von Erfrierungen durch Auflegen eines rohen Herings heilte. Dieses Mittel hätte auch bei ihm während seiner Wanderschaft als Geselle gewirkt. Auch wenn zur damaligen Zeit mehrfach die Wirksamkeit dieser Behandlung, angeblich von höchsten militärischen Stellen, bestätigt wurde, ist es aus heutiger Sicht eher ein Beitrag zur Kulturgeschichte.
Klör selbst hielt ungefähr 100 Bienenvölker. Später hatte er auch gemeinsame Bienenstöcke mit anderen Imkern, unter anderem im 40 Kilometer entfernten Kaltennordheim. Er war weit über die Ortsgrenzen als Experte für Imkerei bekannt, wurde oft um Rat gefragt und hielt Vorträge auf seinen Reisen. Aufgrund seiner Fertigkeiten waren seine Bienenköniginnen begehrt bei anderen Imkern. Das Vertrauen der anderen Imker fand darin seinen Ausdruck, dass diese ihn „Bienenvater“ nannten. Er war zeitweise staatlich beauftragter Bienenzuchtinspektor im Großherzogtum Würzburg.
In späterem Alter wollte er seine Lebenserfahrungen und auch sein Wissen über die Pomologie und die Bienenzucht einem von ihm eingestellten Gesellen diktieren. Deshalb kam es erstmals zu einem größeren Streit mit seiner Frau. Er hatte als Webermeister zwar das Recht, einen Gesellen zu beschäftigen, seine Frau hatte allerdings kein Verständnis dafür, dass dieser mit in ihren Augen nutzlosen Tätigkeiten beschäftigt wurde. Nachdem sie schon einige beschriebene Blätter verbrannt hatte, wandte sie sich um Hilfe an den örtlichen Schultheiß, der sie anfänglich beim Versuch unterstützte, den „Fremden“ aus dem Dorf zu vertreiben. Klör bewirkte einen Beschluss beim Landgericht, dass er seinen Schreiber behalten dürfe. Einer der Gründe, weshalb Klör seine Erfahrungen aufschreiben ließ, war, dass die staatliche Schul-Kommission seine Anleitungen zur Obst- und Bienenzucht als Handbuch verteilen lassen wollte. Weiter war er von „angesehenen Männern aus der Hauptstadt (Würzburg)“ gebeten worden, seine Lebenserinnerungen aufzuschreiben. Wegen der Erstellung des Kupferstichs für die von Franz Oberthür erstellte Biografie wurde er als eitel verspottet.
In den ersten Monaten des Jahres 1818 stürzte Klör während einer seiner geschäftlichen Wanderungen in Thüringen nachts in einen Wassergraben, woraus er erst nach Stunden befreit wurde. Danach war er gezwungen, noch zwei Stunden durch Schneematsch zu laufen, um den Botenwagen nach Würzburg noch zu erreichen. Dort erkrankte er und verstarb nach einem Aderlass und dem Empfang der Letzten Ölung im Alter von 67 Jahren an einer Lungenentzündung. Sein Sohn Andreas war zu der Zeit Bürger und Bienenzüchter in Reyersbach und sein zweiter Sohn, Johann Bürger, Blätterbinder und Baumpflanzer im heimischen Leutershausen.

## Preise und Auszeichnungen
- Beim Landwirtschaftsfest im Grossherzogtum Würzburg 1814 erhielt er je eine Goldmedaille für den Obstbau und die Bienenzucht.[31]
- Auf der Jahresversammlung des unterfränkischen Bienenzuchtvereins im September 1898 in Würzburg hielt der damalige Landesvorsitzende der Bienenzüchter Johann Georg Beringer einen Vortrag über das Leben und Wirken von Klör. Daraufhin widmeten ihm die Anwesenden, finanziert durch gesammelte Spenden nach dem Vortrag, eine Gedenktafel mit der Inschrift:[32]

„Hier wohnte der Wohltäter der Gemeinde Webermeister Johann Klör bekannt als Bienenkönig und Kreispomolog.“

- In Leutershausen ist heute eine Johann-Klöhr-Straße nach ihm benannt.

## Stimmen zu Johann Klör und zur Biografie von Franz Oberthür
- Johann Ludwig Christ schrieb über Klör:[33]

„Einem Mann von solcher Herzensgüte und Wissbegierde, als ich ihn persönlich und schriftlich kennen lernte, widme ich billig meine ganze Achtung und Zuneigung, und sein redliches und freundschaftliches Andenken ist mir im Grunde schätzbarer und vergnügender, als Fürstengunst und Weltkomplimente. Hätte ich ihn um mich, so sollte er der Vertrauteste meines Herzens sein, und echte Freundschaft sollte unsere Lebenstage versüßen.“

- Franz Oberthür zog selbst am Ende der von ihm geschriebenen Biografie zu Klör das Resümee, dass es ihm ein Anliegen war, dem gebildeten Leser einmal einen verdienten Mitbürger von geringem Stand vorzustellen, dem die ihm gebührende Anerkennung nie zugekommen sei. Dies auch als Dank und Anerkennung für Klör selbst und als Ermunterung für andere, ihm nachzueifern.[34]

- In der Jenaischen Allgemeinen Literatur-Zeitung wurde Johann Klör anhand der Oberthür-Biografie 1825 besprochen. Während man Klör ungeachtet seines niedrigen Standes wegen seiner Kenntnisse und Fertigkeiten, an denen er gegen alle Widerstände auch andere teilhaben ließ, für höchste Orden und Auszeichnungen für würdig hielt, verliert sich der dortige Beitrag danach in Beschwerden darüber, dass eine Passage des Buchs dazu beitragen könnte, „die ohnehin nicht freundliche Stimmung gegen den Adel weiter aufzuregen.“[35]

- 1850 wurde Klör in den Mitteilungen des historischen Vereins für Unterfranken als Bedeutendster unter den privaten Förderern der Baumzucht genannt. Er habe nicht nur eine „vortreffliche“ Baumschule angelegt, sondern auch sein Wissen uneigennützig mit anderen geteilt.[36]

- Heinz Haushofer schrieb in seinem Eintrag in der Neuen Deutschen Biographie, dass Oberthür mit der Biografie ein fränkisches Gegenstück zum „philosophischen Bauern“ Jakob Gujer schaffen wollte. Klör wäre damit eines der wenigen Beispiele, in denen die Aufklärungsliteratur das Leben eines Kleinbauern greifbar gemacht hätte.[1]